# Gymnobodes semengok
Gymnobodes semengok är en kvalsterart som beskrevs av Sandór Mahunka 1996. Gymnobodes semengok ingår i släktet Gymnobodes och familjen Carabodidae. Inga underarter finns listade i Catalogue of Life.